# Cyanolanius madagascarinus
La vanga azul (Cyanolanius madagascarinus) es una especie de ave en la familia Vangidae. Es monotipo del género Cyanolanius.
La mayoría de las autoridades considera que un taxón que habita en las islas Comoras, la vanga azul de Comoro es una subespecie de la vanga azul (C. m. comorensis), aunque ocasionalmente se lo ha considerado una especie separada, Cyanolanius comorensis.

## Distribución y hábitat
Se la encuentra en Comoros, Madagascar, y Mayotte, donde sus hábitats naturales son los bosques secos subtropicales o tropicales y los bosques secos húmedos subtropicales o tropicales.